# Spathulina biseuarestina
Spathulina biseuarestina är en tvåvingeart som beskrevs av Mario Bezzi 1924. Spathulina biseuarestina ingår i släktet Spathulina och familjen borrflugor. Inga underarter finns listade i Catalogue of Life.